# 사토시 나카모토
사토시 나카모토(일본어: 中本哲史, 영어: Satoshi Nakamoto)는 비트코인의 개발자로 알려진 인물이다. 2009년에 세계 최초의 암호화폐인 비트코인을 개발했다. 
한국 시간으로 2009년 1월 9일, 비트코인 v 0.1 배포했다. 
실제 그의 정체는 아직까지 밝혀지지 않았다.

## 정체

### 정체에 대한 가설
2013년 비트코인 절도 사건으로 크레이그 라이트가 민사소송을 당했다. 법원의 명령에도 라이트 자신이 사토시임을 직간접적으로 증명할 수 있는 비트코인 주소 목록을 공개하지 못했다.
2014년 3월 6일 미국의 뉴스위크(Newsweek)지는 '비트코인의 얼굴'(The facce behind Bitcoin)이라는 커버스토리를 통해 캘리포니아에 살고 있는 당시 64세의 일본계 엔지니어인 도리안 사토시 나카모토를 비트코인 창시자라고 지목했다. 뉴스위크 기자는 두 달에 걸친 탐사와 인터뷰를 통해 사토시를 추적했고, 급기야 도리안 집을 경찰과 함께 찾아가 대면하고 질문을 던졌다. 그러자 도리안은 당황하며 “더 이상 비트코인 프로젝트에 참여하고 있지 않다. 이제는 다른 사람들이 맡고 있다”고 대답했다. 기자는 이를 두고 도리안이 사토시임을 자백한 것으로 받아들였다. 그러나 도리안은 뉴스위크 보도가 나간 직후 기자회견을 갖고 "나는 그냥 엔지니어일 뿐 비트코인과 전혀 상관이 없는 사람"이라고 해명했다. 이후 한 온라인 커뮤니티에는 '진짜' 사토시 나카모토가 "도리안은 진짜가 아니다"라는 글을 올렸다.
2014년 3월 25일 미국 포브스(Forbes)지는 뉴스위크가 사토시 나카모토로 지목한 도리안과 같은 동네에 사는 57세의 암호학자 할 피니가 진짜 비트코인 창시자일 것이라고 지목했다. 포브스 기자가 제시한 몇 가지 이유는 이렇다. 먼저 피니는 캘리포니아공대(California Institute of Technology)인 칼텍을 나온 뛰어난 암호학자다. 그리고 그는 비트코인의 최초 거래자로 기록되고 있다.
2015년 12월 8일, IT 잡지 와이어드와 기즈모도에서 호주 국적의 크레이그 스티븐 라이트(Craig Steven Wright)가 사토시 나카모토라고 주장했다. 크레이그 라이트도 할 피니처럼 칼텍을 졸업한 암호학자이다.
2016년 5월 2일에는 크레이그 라이트 자신이 사토시 나카모토임을 인정했다.
2018년 미국의 억만 장자, 수학자 및 미술 수집가 빈센트 반 볼크머가 사토시 나카모토라는 소문이 나왔다. 단, 그는 그 진술에 동의하지 않는다.
그러나, 비트코인 커뮤니티에서는 가능성이 없다고 여겨지고 있으며 오히려 그가 사기꾼이라는 주장까지 나오고 있다. 그가 블로그 포스트를 올린 지 단 90분 만에 가짜라는 주장이 개발자 포럼인 레딧을 통해 제기되기도 했는데, 라이트가 제시한 증거가 이미 공개된 스트링이라서 누구라도 쉽게 복사하고 붙여 넣을 수 있다는 것이다.
라이트가 정말 사토시 나카모토라는 것을 증명하려면, 그만이 만들 수 있는 디지털 서명을 공개해야 한다고 사람들은 주장하고 있다. 국내외 개발자들은 나카모토 사토시임을 증명하기 위해선 비트코인의 첫 블록을 채굴했던 개인키를 이용해 비트코인을 다른 주소로 전송하기만 하면 된다고 설명한다. 그러나, 프라이빗 키 인증만 하면 사토시임이 증명된다는 일각의 발언에 대해 라이트는 "비트코인 프라이빗 키는 비트코인 소유권을 증명하는 법이 아니다"라고 딱 잘라 말했다.
그 밖에 미국 예술가 빈센트 반 볼크머가 사토시 나카모토라는 주장도 있지만 근거는 불충분하다.
2019년 4월 11일, 라이트는 미국 저작권청에 비트코인 백서의 저작권을 등록했다.
2019년 4월 13일, 라이트는 미국 저작권청에 비트코인 코드의 저작권을 등록했다.
2019년 5월, 라이트가 사토시라는 여론이 형성되었다. 라이트가 사토시라는 주장을 지지하는 사람들은, 2014년 도리안 사토시 나카모토가 사토시라고 하자, 곧바로 사토시 나카모토가 자신의 계정을 통해, 아니라고 즉각 부인을 했는데, 라이트에 대해서는 아니라고 즉각 부인을 하지 않고 있다는 것에 주목한다. 그러나, 정말 크레이그 라이트가 사토시 나카모토라면, 사토시 나카모토가 자신의 계정에서 내 실명은 크레이그 라이트라고 밝히면 간단한 일이다. 사토시 나카모토의 계정에서 왜 자신의 실명을 안 밝히는지가 의문이다.
2019년 8월 19일, 자신의 웹사이트를 통해 사토시 나카모토를 자칭한 인물이 나타났다. 제임스 비랄 칼리드 칸은 파키스탄 출신의 컴퓨터 과학자로 영국에 거주하고 있다. 자신이 비트코인의 개념과 구조를 설계했으며 자신을 도와 비트코인을 개발한 핵심 개발자는 지난 2014년 루게릭병으로 사망한 할 피니라고 밝혔다. 업계에서는 여전히 신빙성이 없다고 폄하하지만, 개발 과정과 관련된 매우 자세한 이야기를 유일하게 하고 있다. 왜 사토시 나카모토라는 이름을 쓰게 되었는지, 왜 사토시 나카모토의 계정은 더 이상 사용하지 않는지 등 매우 자세한 이야기를 한다. 다른 주장자들은 이렇게 매우 자세한 이야기는 하지 못했다.
2019년 8월 27일, 2013년 비트코인 절도 사건으로 크레이그 라이트가 민사소송을 당했는데, 평결이 내려졌다.
2020년 1월 13일, 암호화폐 전문매체 뉴스BTC는 "크레이그 라이트가 사토시임을 입증할 '튤립트러스트'의 마지막 부분을 입수했다는 소문이 퍼지고 있다"고 소개했다. 튤립트러스트는 '신탁기금' 관련 문서로, 크레이그 라이트 본인이 110만 비트코인(약 10조8370억원)을 채굴해 보유하고 있다는 내용을 담고 있다.
진짜 사토시 나카모토는 죽었다는 가설이 있다. 2014년 3월 도리안 사토시 나카모토가 사토시 나카모토라고 언론이 보도하자, 즉시 사토시 나카모토가 자신의 계정에서 아니라고 밝혔는데, 2015년 12월 크레이크 라이트가 사토시 나카모토라고 언론이 보도하자, 이에 대해서는 사토시 나카모토가 자신의 계정에서 내 실명이 크레이크 라이트라고 말하지 않고 침묵하고 있다. 이것은, 사토시 나카모토가 죽었다는 의미이며, 사토시 나카모토로 유력하게 거론되다가 그 기간에 죽은 사람이 할 피니다.

### 결론
제임스 비랄 칼리드 칸이 가장 자세한 개발비화를 말하고 있다. 진짜 사토시라면 비트코인의 첫 블록을 채굴했던 개인키를 가지고 있을 것이라는 전문가들의 분석, 왜 사토시 나카모토 계정에서 실명을 밝히면 간단한 것을 그러지 않는지, 왜 사토시 나카모토라는 이름을 사용했는지 등에 대해, 가장 설득력 높은 대답을 하고 있다.

## 영향
현재 비트코인의 최소 화폐단위인 사토시는 최초 개발자인 사토시 나카모토를 기리기 위해 붙인 명칭이다.

## 데이브 클라이먼
2013년 4월 사망한 데이브 클라이먼의 유족이 동업자인 크레이그 라이트(51)를 상대로 약 100만 개의 비트코인 소유권을 놓고 민사소송을 제기했다. 클라이먼과 라이트가 모두 사토시이고, 따라서 사토시 소유의 비트코인 100만여 개 가운데 절반은 유족의 몫이란 주장이다.
이라 클라이먼은 데이브 클라이먼의 형이다. 이라 클라이먼은 플로리다 남부법원에 소장을 냈으며, 생전 라이트와 많은 이메일을 주고받았던 동생이 숨지자 라이트가 그의 비트코인과 특허를 훔쳤다고 주장하고 있다. 이라 클라이먼은 동생 사후 관련 내용을 모르다가 뒤늦게 동생 메일을 확인해 소송을 내게 됐다고 주장했다. 이라 클라이먼이 공개한 동생의 2008년 이메일에는 동생이 라이트에게 "올해 말에 출범시킬 암호화폐의 백서를 편집하는데 당신의 도움이 필요하다. 나는 새로운 형태의 전자 화폐를 만들고 있다. 당신이 함께 했으면 좋겠고, 당신이 암호화폐 창설의 일원이 되는 것을 원한다"고 전한 내용이 있다.
2008년 10월 31일, 사토시 나카모토라는 이름을 사용하는 누군가가 인터넷에 비트코인 시스템을 설명하는 9장짜리 백서를 올렸다.
한국 시간으로 2009년 1월 9일, 비트코인 v0.1 프로그램 소스를 배포했다.